# Louis Obersteiner
Louis Obersteiner (* 10. August 2004 in Frankreich) ist ein österreichisch-französischer Skispringer. 

## Karriere
Obersteiner ist Sohn eines Österreichers und einer Französin geboren. Sein ersten Lebensjahre verbrachte er in Les Contamines-Montjoie, wo er im Alter von 5 Jahren seine ersten Berührungspunkte mit dem Skispringen hatte. Zwei Jahre später zog er mit seiner Familie zurück nach Wien, wo er im 22. Wiener Gemeindebezirk lebte. 
Sein internationales Wettkampfdebüt gab er am 8. Februar 2019 beim Alpencup in Kandersteg, wobei er als Vierter nur knapp seinen ersten Podestplatz verpasste. 2020 holte er als erster Skispringer aus Wien einen nationalen Meistertitel.
2022 nahm Obersteiner erstmals an einem internationalen Großereignis teil. Beim Europäischen Olympischen Winter-Jugendfestival in Vuokatti gewann er Gold mit der Mannschaft zusammen mit Andre Fussenegger, Raffael Zimmermann und Jonas Schuster. Im Mixed Team gewann er an der Seite von Julia Mühlbacher, Sophie Kothbauer und Jonas Schuster Silber. Im Einzel von der Normalschanze verpasste er als Vierter nur knapp eine weitere Medaille. Auf den drittplatzierten Deutschen Ben Bayer fehlten ihm nur anderthalb Punkte.
Den bisher größten Erfolg seiner Karriere feierte Obersteiner bei den Juniorenweltmeisterschaften 2023 in Whistler. Nach Rang 14 im Einzel holte er gemeinsam mit Julijan Smid, Stephan Embacher und Jonas Schuster die Goldmedaille mit der Mannschaft. Es war dies die erste Goldmedaille bei Weltmeisterschaften für einen Skispringer aus Wien. Obersteiner erhielt dafür unter anderem eine Auszeichnung der Stadt Wien sowie das Große Silberne Ehrenzeichen des ÖSV.
Im Mai 2025 gab Obersteiner überraschend bekannt in Zukunft für den französischen Skiverband starten zu werden. Obersteiner betonte das den geringeren Konkurrenzdruck innerhalb des französischen Verbands.

## Erfolge

### Juniorenweltmeisterschaften
- Whistler 2023: 1. Mannschaft, 14. Normalschanze

### Continental Cup
- 2 Platzierungen unter den besten 20

### Alpen Cup
- 9 Podestplätze, davon 3 Siege

| Datum             | Ort     | Land        | Disziplin     |
| ----------------- | ------- | ----------- | ------------- |
| 17. Dezember 2022 | Seefeld | Österreich  | Normalschanze |
| 17. Dezember 2022 | Seefeld | Österreich  | Normalschanze |
| 12. März 2023     | Oberhof | Deutschland | Normalschanze |

### Europäisches Olympisches Winter-Jugendfestival
- Vuokatti 2021: 1. Mannschaft, 2. Mixed Team, 4. Normalschanze

### Weitere Erfolge
- 3 Podestplätze bei FIS-Wettkämpfen, davon ein Sieg